# Silent on-looker
「Silent on-looker」（サイレント・オン・ルッカー）は、日本のロックバンド、Laputaの10枚目のシングル。2001年2月21日発売。発売元は日本クラウン。

## 概要
- テレビ東京系『大調査!! なるほど日本人』エンディングテーマ[3]。
- CD EXTRA仕様。表題曲である「Silent on-looker」のPVを収録。
- 彼らのシングルとしては、売り上げが1万枚を超えた最後のシングルである[2]。

## 収録曲
1. Silent on-looker
2. Day after day

## 収録アルバム
- 『楽〜ヘブン〜園』（#1）
- 『Best AL+CLIP 2000〜2004』（#1）